# Adriaan Aernout
Adriaan Aernout (Arnoldi, Arnout; zm. w listopadzie 1536) — biskup tytularny Rhosus i biskup pomocniczy Cambrai.
Prawdopodobnie ok. 1483 złożył profesję zakonną w brugijskim klasztorze karmelitów. 3 czerwca 1504 immatrykulował się na Uniwersytecie Lowańskim. W 1507 uzyskał bakalaureat z teologii. Biskupem tytularnym Rhosus został 18 września 1517. W 1520 został biskupem pomocniczym w diecezji Cambrai, jako następca Jeana Briselota.
Był jednym z najbardziej żarliwych oponentów Marcina Lutra i Erazma z Rotterdamu na terenie Niderlandów.